# グレゴリー・ネーションズ
グレゴリー・"グレッグ"・ネーションズ（Greggory "Gregg" Nations）は、アメリカ合衆国のテレビ脚本家、脚本コーディネーターである。カールトン・キューズと共に『The District』や『刑事ナッシュ・ブリッジス』のエピソードを執筆した。さらにネーションズはキューズがプロデュースする『LOST』に参加し、脚本を読み返してタイムラインを作った後に番組のバイブルを執筆した。同番組第4シーズンにより、2009年2月に全米脚本家組合賞にノミネートされた。さらに翌年には第5シーズンにより第62回全米脚本家組合賞にノミネートされた。

## 主な脚本作品
- 刑事ナッシュ・ブリッジス Nash Bridges (1998-2001) 計64話で脚本コーディネーター

- The District (2002-2003)
  - 第2シーズン第15話「Daughter for Daughter」
  - 第3シーズン第18話「Bloodlines」

- LOST Lost (2008-2010) 計32話で共同プロデューサー
  - 第4シーズン第4話「証言（英語版）」 エリザベス・サーノフと共同
  - 第5シーズン第13話「父という存在（英語版）」 メリンダ・スー・テイラーと共同
  - 第6シーズン第9話「長く仕えし者（英語版）」 メリンダ・スー・テイラーと共同